# Dudley (Tyne and Wear)
Dudley – wieś w Anglii, w Tyne and Wear, w dystrykcie North Tyneside. Leży 8,7 km od miasta Newcastle upon Tyne i 406,1 km od Londynu. W 2001 miejscowość liczyła 5179 mieszkańców.